# Космос-122
Космос-122 — перший радянський метеосупутник космічної системи «Метеор». Був запущений 25 червня 1966 з майданчика № 31 ракетою-носієм «Восток М». Супутник був сконструйований у Всесоюзному науково-дослідному інституті електромеханіки. Призначався для випробування системи отримання супутникової метеорологічної інформації, яка отримувала зображення хмарності, сніжного покриву і крижаних полів на освітленій та тіньовій стороні Землі, а також вимірювала потоки радіації, відбитої й випромененої системою Земля — атмосфера. Пропрацював 4 місяці.

## Початкові орбітальні дані супутника
- Перигей (км) — 625 км
- Апогей (км) — 625 км
- Період обертання навколо Землі — 97,1 хвилини
- Кут нахилу площини орбіти до площини екватора Землі — 65°

## Результати польоту
Після успішного запуску метеорологічного супутника «Космос-122» були запущені «Космос-144» і «Космос-156». Можна вважати, що з цього часу вступила в дію експериментальна система «Метеор», що складалася із супутників, пунктів прийому, обробки і розповсюдження інформації та одночасно служби контролю стану бортових систем і управління ними. Потім випусканням, на орбіту все повью супутники з параметрами, близькими до параметрів. «Космос-122», причому з таким розрахунком, щоб взаємне розташування їх орбіт давало спостереження за станом атмосфери над кожним районом Земної кулі через 6 годин. Система супутників «Космос» і «Метеор» дала можливість отримувати інформацію майже з половини поверхні планети.

## Цікаві факти
- За запуском супутника спостерігали Леонід Брежнєв і президент Франції генерал Шарль де Голль.